# Dusk… and Her Embrace
Dusk… and Her Embrace (с англ. «Сумрак… и её объятья») — второй студийный альбом британской симфо-блэк-метал-группы Cradle of Filth, вышедший в 1996 году. Полное название альбома: Dusk… and Her Embrace: Litanies of Damnation, Death and the Darkly Erotic.

## Об альбоме
Диск в некоторой степени вдохновлён творчеством Шеридана Ле Фаню, писавшего в том числе готические романы; многие песни намекают на вампиризм.

## Список композиций
1. Humana Inspired to Nightmare — 01:22
2. Heaven Torn Asunder — 07:06
3. Funeral in Carpathia — 08:24
4. A Gothic Romance (Red Roses for the Devil’s Whore) — 08:35
5. Malice through the Looking Glass — 05:31
6. Dusk and Her Embrace — 06:09
7. The Graveyard by Moonlight — 02:29
8. Beauty Slept in Sodom — 06:32
9. Haunted Shores — 07:04

## Участники записи
(в скобках приведены подписи к фотографиям музыкантов в буклете)
- Дэни Филт («Desires better unsung») — вокал
- Стюарт Анстис («Requiems of war and woe») — гитара
- Джаен Пирес («Ravening black massacre») — гитара
- Робин "Грэйвз" Иглстоун[англ.] («Nocturnal pulse») — бас
- Дэмиен Грэгори («Orchestral manoeuveres in the dark») — клавиши
- Николас Баркер («Hammer of gods») — ударные
- Сара Джезебел Дэва — вокал
- Дэниэлла Снежна Коттингтон — вокал
- Cronos из Venom исполняет «war cry» на «Haunted Shores».